# Бала Олександр Петрович
Бала Олександр Петрович (9 липня 1976 року, с. Новаки) — український лісівник, декан лісогосподарського факультету Національного університету біоресурсів і природокористування України, кандидат сільськогосподарських наук, доцент. Член-кореспондент Лісівничої академії наук України.

## Біографія
Бала Олександр Петрович народився 9 липня 1976 року в селі Новаки Лубенського району на Полтавщині. 1995 року закінчив Лубенський лісний технікум (тепер Лубенський лісотехнічний коледж) за спеціальністю «Лісове господарство». 2000 року закінчив з відзнакою Національний аграрний університет за спеціальністю «Лісове господарство», кваліфікація — «інженер лісового господарства».
З 2001 по 2004 рік навчався в аспірантурі Національного аграрного університету. 2002 року розпочав педагогічну діяльність як асистент кафедри лісового менеджменту. 2004 року захистив кандидатську дисертацію «Система моделювання оцінки та прогнозу росту штучних мішаних дубових деревостанів Лісостепу України» та здобув науковий ступінь кандидата сільськогосподарських наук за спеціальністю 06.03.02 — «лісовпорядкування та лісова таксація». У 2004—2005 роках працював штатним співробітником на державній науковій тематиці, цього ж року по 2011 рік за сумісництвом виконував обов'язки заступника декана лісогосподарського факультету. З 2006 року виконує обов'язки секретаря науково-методичної підкомісії науково-педагогічних працівників вищих аграрних закладів з напряму підготовки «Лісове і садово-паркове господарство» Міністерства аграрної політики та продовольства України. З 2007 року працює доцентом кафедри лісового менеджменту. 2009 року присвоєне вчене звання доцента по кафедрі лісового менеджменту НУБіПУ. З січня 2011 року декан лісогосподарського факультету.
Підготовку фахівців здійснює за напрямами підготовки «Лісове і садово-паркове господарство» та «Деревооброблювальні технології», викладає дисципліни пов'язані із бухгалтерським обліком у різних сферах лісової, комунальної та деревообробної галузей. Доцент Бала О. П. є головою вченої ради лісогосподарського факультету НУБіП України а також членом вчених рад педагогічного факультету, ННІ лісового і садово-паркового господарства та вченої ради університету.

## Наукові праці
Наукові інтереси пов'язані із теоретичним обґрунтування та особливостями реалізації системи актуалізації таксаційних показників насаджень твердолистяних порід України. Бала Олександр Петрович є автором та співавтором понад 40 наукових та науково-методичних праць:
- Бала О. П. Аналіз таблиць ходу росту для модальних штучних мішаних дубових насаджень лісостепової зони України // Науковий вісник НАУ: Збірка наукових праць. — К.: НАУ, 2006. — № 103. — С. 133—140.
- (рос.) Бала А. П., Зибцев С. В. Особенности реализации магистерских программ на Лесохозяйственном факультете Национального Университета Биоресурсов и Природопользования Украины. — С-Пб.: Издательство политехнического университета, 2010. — С. 148—153.
- Лакида П. І., Василишин Р. Д., Терентьєв А. Ю., Лащенко А. Г., Бала О. П. Хід росту модальних соснових деревостанів створених на землях, що вийшли із сільськогосподарського використання // Науковий вісник  НУБіП України. Серія Лісівництво та декоративне садівництво / Редкол.: Д. О. Мельничук (відп. ред.) та ін.. — К., 2011. — Вип. 164. Ч. 1 — С. 68-79.
- Терентьєв А. Ю., Володимиренко В. М., Бала О. П. Використання комп'ютерних технологій для статистичної обробки інформації в лісовому господарстві // Науковий вісник НУБіП України. Серія Лісівництво та декоративне садівництво / Редкол.: Д. О. Мельничук (відп. ред.) та ін. — К., 2011. — Випуск 164. Ч. 1 — С. 87-93.
- Лакида П. І. Актуалізація параметрів росту штучних дубових деревостанів лісостепу України. Монографія / П. І. Лакида, О. П. Бала. — Корсунь-Шевченківський: ФОП Гавришенко В. М., 2012. — 196 с.